# Kamanjab
Kamanjab es un pueblo en el Distrito electoral de Kamanjab, de la región de Kunene, en Namibia.
Su nombre en Otjiherero es Okamanja . Su población es de 6.012 habitantes y se encuentra gobernado por un consejo del poblado compuesto por cinco consejeros .
Se encuentra a una distancia de 336 kilómetros (208 millas) de Hentiesbaai y a 215 kilómetros (133 millas) de Uis a través de la Ruta C-35

## Controversia ambiental
El área de Kamanjanb constituye un sector donde se han presentado conflictos entre la población local y la presencia de elefantes, especialmente al oeste del Parque nacional Etosha, los cuales podrían aumentar a futuro según expertos.
Algunos elefantes que se encuentran, ya que algunos ejemplares destruyen las cercas y las instalaciones de agua de los agricultores de la zona. Estas migraciones se incrementan en el periodo de lluvias.
La principal controversia se ha generado debido a que las autoridades locales han permitido su caza de ejemplares, las que son aprovechadas por operadores de caza.